# Alondes Williams
Alondes Louis Williams, né le 19 juin 1999 à Milwaukee dans le Wisconsin, est un joueur américain de basket-ball évoluant aux postes de meneur et arrière.

## Biographie

### Carrière universitaire
Entre 2017 et 2019, il joue pour le Triton College (en).
Entre 2019 et 2021, il évolue pour les Sooners de l'Oklahoma puis, de 2021 à 2022, il porte les couleurs des Demon Deacons de Wake Forest.

### Carrière professionnelle

#### Nets de Brooklyn (2022-2023)
Bien que non drafté, il signe un contrat two-way en faveur des Nets de Brooklyn le 30 juin 2022. Williams est licencié par les Nets début janvier 2023 après avoir participé à une seule rencontre et marqué aucun point.

#### Heat de Miami (février-avril 2024)
En février 2024, il signe un contrat two-way avec le Heat de Miami.

#### Pistons de Détroit (depuis 2024)
En octobre 2024, il signe un contrat two-way avec les Pistons de Détroit.

## Statistiques

### Universitaires
Les statistiques de Alondes Williams en Division I NCAA sont les suivantes :
| Saison    | Équipe      | Matchs | Titul. | Min./m | % Tir | % 3pts | % LF | Rbds/m. | Pass/m. | Int/m. | Ctr/m. | Pts/m. |
| --------- | ----------- | ------ | ------ | ------ | ----- | ------ | ---- | ------- | ------- | ------ | ------ | ------ |
| 2019-2020 | Oklahoma    | 31     | 10     | 16,6   | 43,8  | 28,3   | 63,6 | 1,90    | 0,60    | 0,40   | 0,10   | 6,00   |
| 2020-2021 | Oklahoma    | 24     | 14     | 18,5   | 48,1  | 16,7   | 83,9 | 2,80    | 1,30    | 0,70   | 0,30   | 6,70   |
| 2021-2022 | Wake Forest | 35     | 35     | 34,1   | 50,7  | 28,2   | 69,1 | 6,40    | 5,20    | 1,20   | 0,40   | 18,50  |
| Carrière  | Carrière    | 90     | 59     | 23,9   | 48,8  | 27,0   | 69,9 | 3,90    | 2,60    | 0,80   | 0,20   | 11,10  |

## Distinctions personnelles
- ACC Player of the Year (2022)
- First-team All-ACC (2022)
- N4C Player of the Year (2019)
- 2× First-team All-N4C (2018, 2019)